# António Gouveia
Filipe Gouveia, né le 12 mai 1973 à Massarelos est un footballeur professionnel portugais, reconverti entraîneur.

## Biographie

### Le joueur
Natif de la banlieue de Porto, Gouveia commence le football dans les catégories jeunes de différents clubs de la région, dont le FC Porto, ou encore le Boavista FC. 
Il fait ses débuts professionnels, alors qu'il n'a que 18 ans, au sein du Varzim SC, durant la saison 1991-1992. Il part ensuite pour Guarda où il reste deux saisons avant de rejoindre l'Amarante FC pour sa dernière saison en troisième division portugaise. En 1995, il rejoint le club de l'île de Madère, le Clube de Futebol União où il devient un titulaire indiscutable, après deux saisons il retourne sur le continent et rejoint le FC Paços de Ferreira. Ses qualités de milieu pugnace font qu'il est recruté par le SC Farense qui évolue en première division portugaise. Son premier match en Primeira Liga a lieu le 12 septembre 1998 face au FC Porto (défaite 2 à 0). Il rejoint la saison suivante le club lisboète du CF Belenenses, mais la grande surprise des commentateurs locaux, il est prêté en janvier 2000 au club français du Montpellier HSC, où il rejoint son compatriote Rui Pataca. contrairement à ce dernier au terme de son prêt il retourne au Portugal afin de rejoindre le Boavista FC avec qui il devient champion du Portugal.
Après avoir été une nouvelle fois prêté, il rejoint en 2002 le CD Nacional, sur l'île de Madère où il évoluera au sein du milieu de terrain durant trois saisons, ce qui constitue sa plus grande continuité de saisons au sein du même club. Il revient sur le continent 
en 2005, mais le club (Gil Vicente FC) est relégué en deuxième division. Il y reste encore une saison et rejoint par la suite le FC Vizela où il ne reste qu'une saison. En juin 2007, il signe un contrat d'un an avec le Clube Desportivo das Aves, qui vient d'être relégué de première division, au terme de cette saison il prolonge pour un an. En 2009, il rejoint le club amateur de l'AC Vila Meã, afin de s'offrir une dernière saison en tant que joueur. Il prend sa retraite en 2010 à l'âge de 37 ans.

### Joueur

#### Carrière
Arrêtées à l'issue de la saison 2009-2010
- 9 saisons en championnat de D.I , 172 matchs 17 buts.
- 1 saison en championnat de D.I , 9 matchs 1 but.
- 7 saisons en championnat de D.II , 159 matchs 22 buts.
- 4 saisons en championnat de D.III , 61 matchs 6 buts.
- 1 saison en championnat de D.IV , 20 matchs 3 buts.

#### Synthèse
Le tableaux ci-dessous, comprend tous les matches officiels hors matches amicaux.
| Saison                | Club                  | Championnat           | Championnat | Championnat | Coupe(s) nationale(s) | Coupe(s) nationale(s) | Compétition(s) continentale(s) | Compétition(s) continentale(s) | Compétition(s) continentale(s) | Total | Total |
| Saison                | Club                  | Division              | M.          | B.          | M.                    | B.                    | Comp.                          | M.                             | B.                             | M.    | B.    |
| 1991-1992             | Varzim SC             | DII B                 | 1           | 0           | -                     | -                     | -                              | 0                              | 0                              | 1     | 0     |
| Sous-total            | Sous-total            | Sous-total            | 1           | 0           | -                     | -                     | -                              | 0                              | 0                              | 1     | 0     |
| 1992-1993             | UD Guarda             | DII B                 | 25          | 2           | -                     | -                     | -                              | 0                              | 0                              | 25    | 2     |
| 1993-1994             | UD Guarda             | DII B                 | 3           | 0           | -                     | -                     | -                              | 0                              | 0                              | 3     | 0     |
| Sous-total            | Sous-total            | Sous-total            | 28          | 2           | -                     | -                     | -                              | 0                              | 0                              | 28    | 2     |
| 1994-1995             | Amarante FC           | DII B                 | 32          | 4           | -                     | -                     | -                              | 0                              | 0                              | 32    | 4     |
| Sous-total            | Sous-total            | Sous-total            | 32          | 4           | -                     | -                     | -                              | 0                              | 0                              | 32    | 4     |
| 1995-1996             | União da Madeira      | DII                   | 28          | 3           | -                     | -                     | -                              | 0                              | 0                              | 28    | 3     |
| 1996-1997             | União da Madeira      | DII                   | 32          | 4           | -                     | -                     | -                              | 0                              | 0                              | 32    | 4     |
| Sous-total            | Sous-total            | Sous-total            | 60          | 7           | -                     | -                     | -                              | 0                              | 0                              | 60    | 7     |
| 1997-1998             | FC Paços de Ferreira  | DII Honra             | 29          | 6           | -                     | -                     | -                              | 0                              | 0                              | 29    | 6     |
| Sous-total            | Sous-total            | Sous-total            | 29          | 6           | -                     | -                     | -                              | 0                              | 0                              | 29    | 6     |
| 1998-1999             | SC Farense            | DI                    | 30          | 3           | 3                     | 0                     | -                              | 0                              | 0                              | 33    | 3     |
| Sous-total            | Sous-total            | Sous-total            | 30          | 3           | 3                     | 0                     | -                              | 0                              | 0                              | 33    | 3     |
| 1999-2000             | CF Belenenses         | DI                    | 18          | 1           | 1                     | 0                     | -                              | 0                              | 0                              | 19    | 1     |
| Sous-total            | Sous-total            | Sous-total            | 18          | 1           | 1                     | 0                     | -                              | 0                              | 0                              | 19    | 1     |
| 1999-2000             | Montpellier HSC       | DI                    | 9           | 1           | 0                     | 0                     | -                              | -                              | -                              | 9     | 1     |
| Sous-total            | Sous-total            | Sous-total            | 9           | 1           | 0                     | 0                     | -                              | -                              | -                              | 9     | 1     |
| 2000-2001             | Boavista FC           | DI                    | 8           | 0           | 1                     | 0                     | C3                             | 1                              | 0                              | 10    | 0     |
| 2001-2002             | Boavista FC           | DI                    | 5           | 1           | 0                     | 0                     | C1                             | 1                              | 0                              | 6     | 1     |
| Sous-total            | Sous-total            | Sous-total            | 13          | 1           | 1                     | 0                     | -                              | 2                              | 0                              | 16    | 1     |
| 2001-2002             | FC Paços de Ferreira  | DI                    | 6           | 1           | 1                     | 0                     | -                              | 0                              | 0                              | 7     | 1     |
| Sous-total            | Sous-total            | Sous-total            | 6           | 1           | 1                     | 0                     | -                              | 0                              | 0                              | 7     | 1     |
| 2002-2003             | CD Nacional           | DI                    | 27          | 3           | 2                     | 0                     | -                              | 0                              | 0                              | 29    | 3     |
| 2003-2004             | CD Nacional           | DI                    | 24          | 4           | 3                     | 0                     | -                              | 0                              | 0                              | 27    | 4     |
| 2004-2005             | CD Nacional           | DI                    | 29          | 3           | 3                     | 0                     | C3                             | 2                              | 0                              | 34    | 3     |
| Sous-total            | Sous-total            | Sous-total            | 80          | 10          | 8                     | 0                     | -                              | 2                              | 0                              | 90    | 10    |
| 2005-2006             | Gil Vicente FC        | DI                    | 25          | 1           | 1                     | 0                     | -                              | 0                              | 0                              | 26    | 1     |
| 2006-2007             | Gil Vicente FC        | DII                   | 5           | 0           | 0                     | 0                     | -                              | 0                              | 0                              | 5     | 0     |
| Sous-total            | Sous-total            | Sous-total            | 30          | 1           | 1                     | 0                     | -                              | 0                              | 0                              | 31    | 1     |
| 2006-2007             | FC Vizela             | DII Honra             | 15          | 6           | 0                     | 0                     | -                              | 0                              | 0                              | 15    | 6     |
| Sous-total            | Sous-total            | Sous-total            | 15          | 6           | 0                     | 0                     | -                              | 0                              | 0                              | 15    | 6     |
| 2007-2008             | CD Aves               | DII Honra             | 23          | 1           | 3                     | 1                     | -                              | 0                              | 0                              | 26    | 2     |
| 2008-2009             | CD Aves               | DII Honra             | 27          | 1           | 4                     | 1                     | -                              | 0                              | 0                              | 31    | 2     |
| Sous-total            | Sous-total            | Sous-total            | 50          | 2           | 7                     | 2                     | -                              | 0                              | 0                              | 57    | 4     |
| 2009-2010             | AC Vila Meã           | DIII Série B          | 20          | 3           | 2                     | 0                     | -                              | 0                              | 0                              | 22    | 3     |
| Sous-total            | Sous-total            | Sous-total            | 20          | 3           | 2                     | 0                     | -                              | 0                              | 0                              | 22    | 3     |
| Total sur la carrière | Total sur la carrière | Total sur la carrière | 421         | 48          | 24                    | 2                     | -                              | 4                              | 0                              | 449   | 50    |

Statistiques actualisées le 21/01/2016

#### Matchs disputés en coupes continentales
| Matchs | Date              | Stade                                | Adversaire              | Résultat | Minutes | Compétition                 | Buts | Tour             | Club        |
| ------ | ----------------- | ------------------------------------ | ----------------------- | -------- | ------- | --------------------------- | ---- | ---------------- | ----------- |
| 1      | 14 septembre 2000 | Stade Vorskla, Poltava               | Vorskla Poltava         | 1 – 2    | 21 min  | Coupe UEFA 2000-2001        | 0    | Premier tour     | Boavista FC |
| 2      | 26 septembre 2001 | Estádio do Bessa, Porto              | BV 09 Borussia Dortmund | 2 – 1    | 15 min  | Ligue des champions 2001-02 | 0    | Phase de groupes | Boavista FC |
| 3      | 16 septembre 2004 | Stade Ramón-Sánchez-Pizjuán, Séville | Séville FC              | 2 – 0    | 8 min   | Coupe UEFA 2004-2005        | 0    | Premier tour     | CD Nacional |
| 4      | 30 septembre 2004 | Estádio da Madeira, Funchal          | Séville FC              | 1 – 2    | 10 min  | Coupe UEFA 2004-2005        | 0    | Premier tour     | CD Nacional |

### Entraîneur
Le tableaux ci-dessous, comprend tous les matches officiels hors matches amicaux.
- 2010-2011 :  Boavista FC juniors[1]
- 2011-2013 :  Académica de Coimbra adjoint
- déc. 2014-sep. 2015 :  CD Santa Clara
- sep. 2015-2016 :  Académica
- 2016-sep. 2017 :  SC Covilhã
- juil. 2018-déc. 2018 :  Leixões SC
- juil. 2019-juin 2021 :  Al-Jabalain FC
- août 2021-juin 2022 :  UD Vilafranquense
- juil. 2022-oct. 2023 :  Al-Hazem Saudi Club

## Palmarès
- Champion du Portugal en 2001 avec le Boavista FC